# Listrostachys
Genre
Listrostachys est un genre d'Orchidées.

## Liste d'espèces
Selon Catalogue of Life (23 décembre 2018) :
- Listrostachys pertusa (Lindl.) Rchb.f.

Selon NCBI (23 décembre 2018) :
- Listrostachys pertusa

Selon The Plant List (23 décembre 2018) :
- Listrostachys pertusa (Lindl.) Rchb.f.

Selon Tropicos (23 décembre 2018) (Attention liste brute contenant possiblement des synonymes) :
- Listrostachys acuminata Rolfe
- Listrostachys acuta Rolfe
- Listrostachys althoffi (Kraenzl.) T. Durand & Schinz
- Listrostachys amaniensis Kraenzl.
- Listrostachys angustifolia (De Wild.) De Wild.
- Listrostachys anthomaniaca Rchb. f.
- Listrostachys aphrodite Balf. & S. Moore
- Listrostachys arcuata (Lindl.) Rchb. f.
- Listrostachys aschersoni (Kraenzl.) T. Durand & Schinz
- Listrostachys ashantensis Rchb. f.
- Listrostachys bakeri (Kraenzl.) T. Durand & Schinz
- Listrostachys batesii Rolfe
- Listrostachys behnickiana Kraenzl.
- Listrostachys bicaudata (Lindl.) Finet
- Listrostachys bidens Rolfe
- Listrostachys bistorta Rolfe
- Listrostachys bracteosa Rolfe
- Listrostachys braunii T. Durand & Schinz
- Listrostachys brownii Rolfe
- Listrostachys bucholziana (Kraenzl.) T. Durand & Schinz
- Listrostachys canaliculata (De Wild.) De Wild.
- Listrostachys capitata (Lindl.) Rchb. f.
- Listrostachys caudata (Lindl.) Rchb. f.
- Listrostachys cephalotes Rchb. f.
- Listrostachys chailluana (Hook. f.) Rchb. f.
- Listrostachys cirrhosa Kraenzl.
- Listrostachys clandestina (Lindl.) Rolfe
- Listrostachys clavata Rendle
- Listrostachys colarum A. Chev.
- Listrostachys cordatiglandula (De Wild.) De Wild.
- Listrostachys dactyloceras Rchb. f.
- Listrostachys dewevrei De Wild.
- Listrostachys divitiflora Kraenzl.
- Listrostachys droogmansiana De Wild.
- Listrostachys durandiana Kraenzl. ex De Wild. & T. Durand
- Listrostachys ealaensis (De Wild.) De Wild.
- Listrostachys elliotii Finet
- Listrostachys elliottii Finet
- Listrostachys engleriana (Schltr.) Kraenzl.
- Listrostachys erythraeae Rolfe
- Listrostachys falcata De Wild.
- Listrostachys filiformis Kraenzl.
- Listrostachys fimbriata (Rendle) Kraenzl.
- Listrostachys floribunda Rolfe
- Listrostachys forcipata Kraenzl.
- Listrostachys fragrantissima Rchb. f.
- Listrostachys gabonensis Rolfe
- Listrostachys gentilii De Wild.
- Listrostachys glomerata Rolfe
- Listrostachys graminifolia Kraenzl.
- Listrostachys hamata Rolfe
- Listrostachys henriquesiana Rolfe
- Listrostachys hookeri Rolfe
- Listrostachys ichneumonea (Lindl.) Rchb. f.
- Listrostachys ignoti Kraenzl.
- Listrostachys imbricata Rolfe
- Listrostachys injoloensis (De Wild.) De Wild.
- Listrostachys iridifolia Rolfe
- Listrostachys jenischiana Rchb. f.
- Listrostachys kindtiana De Wild.
- Listrostachys kirkii Rolfe
- Listrostachys latibracteata (De Wild.) De Wild.
- Listrostachys lecomtei Finet
- Listrostachys linearifolia De Wild.
- Listrostachys longissima Kraenzl.
- Listrostachys maialis A. Chev.
- Listrostachys margaritae De Wild.
- Listrostachys metteniae Kraenzl.
- Listrostachys monodon (Lindl. & Paxton) Rchb. f.
- Listrostachys monteiroae Rchb. f.
- Listrostachys muansae (Kraenzl.) Schltr.
- Listrostachys multiflora Rolfe
- Listrostachys muscicola (Rchb. f.) Rolfe
- Listrostachys mystacidioides Kraenzl.
- Listrostachys odoratissima (Rchb. f.) Rchb. f.
- Listrostachys palmiformis T. Durand & Schinz
- Listrostachys papagayi Rchb. f.
- Listrostachys parviflora (Thouars) S. Moore
- Listrostachys pellucida (Lindl.) Rchb. f.
- Listrostachys pertusa (Lindl.) Rchb. f.
- Listrostachys pescatoriana (Lindl.) S. Moore
- Listrostachys polydactyla Kraenzl.
- Listrostachys polystachys Rchb. f.
- Listrostachys pulchella Kraenzl.
- Listrostachys pynaertii De Wild.
- Listrostachys refracta Kraenzl.
- Listrostachys rhipsalisocia Rolfe
- Listrostachys ringens Rchb. f.
- Listrostachys saxicola Kraenzl.
- Listrostachys scheffleriana Kraenzl.
- Listrostachys sedeni Rchb. f.
- Listrostachys sereti (De Wild.) De Wild.
- Listrostachys solheidi (De Wild.) De Wild.
- Listrostachys subclavata Rolfe
- Listrostachys subcylindrifolia (De Wild.) De Wild.
- Listrostachys subulata (Lindl.) Rchb. f.
- Listrostachys tenerrima Kraenzl.
- Listrostachys tenuifolia Engl.
- Listrostachys thomensis Rolfe
- Listrostachys thonneriana Kraenzl. ex De Wild. & T. Durand
- Listrostachys trachypus Kraenzl.
- Listrostachys tridens (Lindl.) Rchb. f.
- Listrostachys trifurca (Rchb. f.) Finet
- Listrostachys urostachya Kraenzl.
- Listrostachys vagans Rolfe
- Listrostachys vandaeformis Kraenzl.
- Listrostachys vesicata (Lindl.) Rchb. f.
- Listrostachys virgula Rolfe
- Listrostachys welwitschii Rchb. f.
- Listrostachys whytei Rolfe
- Listrostachys wittmackii Rolfe
- Listrostachys zenkeri Kraenzl.